# Gertrud Möller
Gertrud Möller, född Eyssler 1641 i Königsberg, död 1705, var en tysk författare. Hon skrev andliga dikter och världsliga dikter på latin och tyska. Hennes far var professor i filosofi och hon var gift med läkaren Peter Möller. 